# Калентьєва Ірина Миколаївна
Ірина Миколаївна Калентьєва  (рос. Ирина Николаевна Калентьева, 10 листопада 1977) — російська велогонщиця, олімпійська медалістка.

## Виступи на Олімпіадах
| Олімпіада  | Дисципліна               | Місце |
| ---------- | ------------------------ | ----- |
| Афіни 2004 | гірський велосипед, крос | 13    |
| Пекін 2008 | гірський велосипед, крос | 3     |